# Turniej o Brązowy Kask 2011
Turniej o Brązowy Kask 2011 – zawody żużlowe, organizowane przez Polski Związek Motorowy dla zawodników do 19. roku życia. W sezonie 2011 rozegrano dwa turnieje półfinałowe oraz finał, w którym zwyciężył Patryk Dudek.

## Finał
- Częstochowa, 13 sierpnia 2011
- Sędzia: Tomasz Proszowski

| Msc. | Zawodnik             | Klub                  | Pkt |              |  |
| ---- | -------------------- | --------------------- | --- | ------------ |  |
| 1    | Patryk Dudek         | Falubaz Zielona Góra  | 14  | (3,3,2,3,3)  |  |
| 2    | Piotr Pawlicki       | Polonia Piła          | 13  | (2,2,3,3,3)  |  |
| 3    | Oskar Fajfer         | Start Gniezno         | 12  | (2,3,1,3,3)  |  |
| 4    | Patryk Malitowski    | Sparta Wrocław        | 10  | (0,2,3,3,2)  |  |
| 5    | Kamil Pulczyński     | Unibax Toruń          | 10  | (1,3,3,2,1)  |  |
| 6    | Łukasz Sówka         | Litex Ostrów          | 9   | (3,1,1,1,3)  |  |
| 7    | Tobiasz Musielak     | Unia Leszno           | 9   | (3,2,2,1,1)  |  |
| 8    | Mikołaj Curyło       | Polonia Bydgoszcz     | 8   | (1,2,2,1,2)  |  |
| 9    | Krystian Pieszczek   | Wybrzeże Gdańsk       | 7   | (0,1,2,2,2)  |  |
| 10   | Marcin Bubel         | Włókniarz Częstochowa | 6   | (3,0,1,2,0)  |  |
| 11   | Emil Pulczyński      | Unibax Toruń          | 5   | (2,3,0,0,w)  |  |
| 12   | Szymon Woźniak       | Polonia Bydgoszcz     | 5   | (w,1,3,0,1)  |  |
| 13   | Artur Czaja          | Włókniarz Częstochowa | 5   | (2,1,0,2,u)  |  |
| 14   | Kacper Rogowski      | Falubaz Zielona Góra  | 4   | (1,0,u,1,2)  |  |
| 15   | Marcel Szymko        | Wybrzeże Gdańsk       | 1   | (0,0,1,0,0)  |  |
| 16   | Damian Michalski     | Orzeł Łódź            | 0   | (d,–,–,–,–,) |  |
| 17   | Rafał Malczewski     | Włókniarz Częstochowa | 0   | (u,–,–,–,–,) |  |
|      | rez. Damian Synowiec | Włókniarz Częstochowa | 1   | (t,0,0,1)    |  |

Bieg po biegu:
1. Sówka, Czaja, K.Pulczyński, Woźniak (w/u)
2. Musielak, Pawlicki, Curyło, Pieszczek
3. Dudek, Fajfer, Rogowski, Malitowski
4. Bubel, E.Pulczyński, Michalski (d3), Malczewski (u)
5. Fajfer, Pawlicki, Sówka, Szymko
6. E.Pulczyński, Curyło, Czaja, Rogowski
7. K.Pulczyński, Malitowski, Pieszczek, Bubel
8. Dudek, Musielak, Woźniak, Szymko (Synowiec t)
9. Malitowski, Curyło, Sówka, Synowiec
10. Pawlicki, Dudek, Bubel, Czaja
11. K.Pulczyński, Musielak, Fajfer, E.Pulczyński
12. Woźniak, Pieszczek, Szymko, Rogowski (u4)
13. Dudek, Pieszczek, Sówka, E.Pulczyński
14. Malitowski, Czaja, Musielak, Synowiec
15. Pawlicki, K.Pulczyński, Rogowski, Szymko
16. Fajfer, Bubel, Curyło, Woźniak
17. Sówka, Rogowski, Musielak, Bubel
18. Fajfer, Pieszczek, Synowiec, Czaja (u3)
19. Dudek, Curyło, K.Pulczyński, Szymko
20. Pawlicki, Malitowski, Woźniak, E.Pulczyński (w/su)